# 城島村 (神奈川県)
城島村（きじまむら）は、神奈川県大住郡・中郡に存在した村。現在の平塚市中心部の北側に位置した。

## 地理
- 河川：渋田川、鈴川

## 歴史
- 1889年（明治22年）4月1日 - 町村制の施行により、下島村、小鍋島村、城所村、大島村が合併して大住郡城島村が発足。
- 1896年（明治29年）4月1日 - 郡制の施行のため大住郡が淘綾郡と統合され、所属郡が中郡に変更[1]。
- 1956年（昭和31年）9月30日 - 平塚市に編入。同日城島村廃止。